# Ксимения американская
Ксимения американская (лат. Ximenia americana) — растение семейства Олаксовые, пантропический вид рода Ксимения, произрастающий в тропиках Азии, Австралии, Африки, Центральной и Южной Америки.

## Биологическое описание
Это — вечнозелёное дерево высотой до 5 м. Ствол прямостоячий с раскидистыми ветвями. Цвет коры варьирует от тёмно-коричневого до чёрного.
Листья бледно-зелёные, блестящие, овальной или продолговатой формы, до 5 см длиной. Они имеют характерный миндальный запах.
Цветки мелкие, жёлтые, ароматные собраны в пучки по 3, 5 или 7 штук.
Плоды по форме и размеру напоминают сливу. Их цвет варьирует от тёмно-красного или коричневого до ярко-оранжевого. Внутри плод содержит одно семя.

## Использование
Плоды ксимении американской съедобны и имеют вкус кислых яблок и сливовый аромат. Они употребляются в свежем и маринованном виде.
В странах Азии листья растения употребляются в пищу, как овощ. Однако они содержат синильную кислоту, поэтому перед употреблением должны быть хорошо сварены. Их также нельзя есть в больших количествах.
Семена содержат около 65% жирного невысыхающего масла, используемого в пищевых и технических целях.
Душистая кора применяется для отпугивания насекомых. В ней содержится также до 17% танидов. Древесина легко поддаётся обработке.
|                                       |  |
| Ксимения американская. Плоды и листья |  |